# Xia Peisu
Xia Peisu (chiń. 夏培肃; ur. 28 lipca 1923 w Chonqqing, zm. 27 sierpnia 2014 w Pekinie) – chińska informatyczka i pedagożka znana z pionierskich badań w dziedzinie informatyki i technologii. Twórczyni Modelu 107, pierwszego w Chinach elektronicznego komputera cyfrowego ogólnego przeznaczenia. Jest nazywana „matką informatyki w Chinach”. Ona i jej mąż Yang Liming zostali wybrani akademikami Chińskiej Akademii Nauk w 1991 roku. W 2010 roku została uhonorowana inauguracyjną nagrodą Chińskiej Federacji Komputerowej za całokształt osiągnięć.

## Życiorys
Xia Peisu ukończyła studia na Wydziale Elektrotechniki Narodowego Centralnego Uniwersytetu w 1945 r., a następnie kontynuowała studia w Instytucie Telekomunikacji na National Chiao Tung University w latach 1945–1947.
W 1947 r. wyjechała do Wielkiej Brytanii. Obroniła doktorat na Uniwersytecie Edynburskim.
Członkini pierwszego zespołu badawczego zajmującego się komputerami elektronicznymi w Chinach. Była pracownikiem naukowym w Instytucie Badań Technologii Komputerowych Chińskiej Akademii Nauk. W latach pięćdziesiątych XX wieku Xia zaprojektowała i z powodzeniem wyprodukowała pierwszy uniwersalny elektroniczny komputer cyfrowy. Dziesięć lat później dokonała systematycznych i twórczych osiągnięć w badaniach i projektowaniu szybkich komputerów.
Była również odpowiedzialna za opracowanie szybkiego procesora wektorowego, który dziesięciokrotnie przyspieszył przetwarzanie danych sejsmicznych podczas poszukiwań ropy naftowej. Szybkość działania procesora wektorowego zaprojektowanego w oparciu o tę zasadę była pięciokrotnie wyższa niż innych procesorów obecnych w kraju. Xia była również odpowiedzialna za zaprojektowanie i pomyślny rozwój wielu komputerów równoległych różnych typów. Wprowadzone przez nią chińskie tłumaczenia wielu terminologii i pojęć dotyczących komputerów są nadal w użyciu.
Została wybrana do Chińskiej Akademii Nauk w 1991 roku. W 1985 roku otrzymała tytuł doktora honoris causa Uniwersytetu Heriot-Watt.
Zmarła w wieku 91 lat w Szpitalu Przyjaźni Chińsko-Japońskiej w Pekinie.
Od 2015 roku Chińska Federacja Komputerowa przyznaje corocznie nagrodę Xie-Peisu naukowczyniom i inżynierkom za ich „wybitny wkład i osiągnięcia w dziedzinie informatyki, inżynierii, edukacji i przemysłu”.